# 1595

## Събития
- 26 юли – открит е остров Фату Хива

## Починали
- 18 октомври – Алаваро де Менданя и Нейра, испански изследовател